# Oyen
Pour la ville aux États-Unis, voir Oyens.
Oyen est une ville (town) de l'Aire spéciale No 3, située dans la province canadienne d'Alberta.

## Démographie
En tant que localité désignée dans le recensement de 2011, Oyen a une population de 973 habitants dans 383 de ses 418 logements, soit une variation de -4.1% avec la population de 2006. Avec une superficie de 4,929 9 km2, la ville possède une densité de population de 197,367 1 hab/km2 en 2011.
Concernant le recensement de 2006, Oyen abritait 1 015 habitants dans 382 de ses 404 logements. Avec une superficie de 4,929 9 km2, la ville possédait une densité de population de 205,9 hab/km2 en 2006.
| 2001  | 2006  | 2011 | 2016  |
| ----- | ----- | ---- | ----- |
| 1 020 | 1 015 | 973  | 1 001 |